# La Guérison des Dalton
La Guérison des Dalton est la soixante-neuvième histoire de la série Lucky Luke par Morris et René Goscinny. Elle est publiée pour la première fois en 1975 du 23 juin au 4 août du no 554 au no 560 du magazine Le Nouvel Observateur, puis dans la même année du 16 septembre au 9 décembre du no 1 au no 13 du journal Nouveau Tintin et puis est publiée en album en 1975 aux éditions Dargaud.

## Résumé
Le professeur Otto Von Himbeergeist expose sa théorie au « New York Scientific Institute » : les desperados seraient atteints d'une maladie, ils sont donc guérissables. Pour prouver ses dires, il est prêt à guérir les pires bandits de l'Ouest, les Dalton…
Le professeur emmène les Dalton dans une ferme afin d'être dans un milieu plus propice pour le traitement. Lucky Luke doit les surveiller. Néanmoins, les Dalton s'échappent avec le professeur qui se rallie à eux. Ils ont alors recours à une méthode spéciale pour leurs braquages : Otto psychanalyse le directeur de la banque qui leur cède l'argent de lui-même. Mais le traitement a véritablement fonctionné sur Averell qui ne veut plus voler. Usant de cette caractéristique contre les Dalton, Luke réussit à capturer toute la bande et à les emmener en prison.

## Personnages
- Otto von Himbergeist : professeur de psychologie, probablement autrichien. Il est persuadé qu'un évènement survenu dans l'enfance de chaque criminel est à l'origine du basculement de ce dernier vers le crime et qu'on peut le soigner de ses instincts criminels. Sa thérapie se résume généralement à écouter le patient raconter les événements de sa petite enfance. Le professeur pose toujours aux gens des questions qui les amènent à parler de leur passé et à être bouleversés. Il semble capable de faire douter n'importe qui : il arrive aussi à perturber Lucky Luke. Refusant d'écouter les recommandations de Luke, il prend les Dalton en traitement mais leur style de vie lui paraît plus attirant que sa carrière de psychiatre : il croit voir sa véritable vocation dans la criminalité et se rallie aux Dalton. Une des caractéristiques d'Otto est l'orgueil, il est fier de son cerveau et ne permet à personne de douter de sa logique. Après être devenu un bandit, il se met hors de lui à chaque fois que Luke le traite de fou. Le graphisme du personnage serait inspiré par l'aspect de l'acteur allemand Emil Jannings lorsque celui-ci est réduit à se grimer en clown dans le film L'Ange Bleu réalisé par Josef von Sternberg en 1930
- Les Dalton : ils acceptent de subir le traitement du professeur Von Himbergeist dans le seul but d'être jugés guéris et ainsi libérés de prison. Averell sera le seul sur qui le traitement fonctionnera et voler le perturbera. Lucky Luke use de cette faiblesse pour vaincre le prof. et les Dalton.

## Publication

### Revues
L'histoire est parue dans le journal Nouveau Tintin, du no 1 (16 septembre 1975) au no 13 (9 décembre 1975).

### Album
Éditions Dargaud, no 13, 1975.

## Sources
- www.bedetheque.com, « Lucky Luke » (consulté le 11 août 2008)
- www.lucky-luke.com, « Lucky Luke » (consulté le 11 août 2008)
- www.fandeluckyluke.com, « La Guérison des Dalton » (consulté le 11 août 2008)